# نفتیل وینیل پیریدین
نفتیل وینیل پیریدین (به انگلیسی: Naphthylvinylpyridine) با فرمول شیمیایی C۱۷H۱۳N یک ترکیب شیمیایی با شناسه پاب‌کم ۵۴۷۵۲۳۸ است. که جرم مولی آن ۲۳۱٫۲۹ g/mol می‌باشد. 